# Peter va sulla luna
Peter va sulla luna (Moonbound) è un film d'animazione austro-tedesco del 2021 diretto da Ali Samadi Ahadi.

## Trama
Nel pieno della notte, Peter, un giovane nerd appassionato di spazio e astronomia, scopre che Annie, la sua sorellina minore, è scomparsa. Nel tentativo di ritrovarla, il giovane viene teletrasportato a Campo Stellato, qui incontra l’Uomo del Sonno e un maggiolino parlante chiamato Ronzolino. I due spiegano che Annie è tenuta prigioniera dal crudele Uomo Luna. Per salvare la vita a sua sorella, Peter si ritrova alle prese con un dream team formato da: Ronzolino, un vecchietto dall'animo simpatico e l'Uomo del Sonno. Successivamente il ragazzo scoprirà che oltre a Annie, l'Uomo Luna ha catturato anche altri bambini; toccherà quindi a lui intraprendere un lungo viaggio e salvare la vita di sua sorella e degli altri bambini tenuti prigionieri.

## Distribuzione
Il film è uscito in Austria il 24 giugno 2021 e in Italia il 21 luglio 2022.

## Accoglienza
Il film ha ricevuto generalmente critiche negative. Sull'aggregatore di recensioni Rotten Tomatoes, Peter va sulla luna detiene un indice di gradimento del 17% sulla basse di 6 recensioni professionali.
Su Movieplayer.it il film è stato accolto con 3/5.